# Parc national de Forty Mile Scrub
Pour les articles homonymes, voir Forty Mile.
Le parc national de Forty Mile Scrub est un parc national situé dans le nord du Queensland en Australie : à 1 342 km au nord-ouest de Brisbane et à 270 km au sud-ouest de Cairns.
On y trouve un paysage de forêts ouvertes (arbres bouteilles, eucalyptus, etc.) et de coulées volcaniques et des rivières comme les Lynd, Barwon et Cleanskin creeks.
Il n'est pas permis de camper dans le parc.